# BioShock
BioShock este un joc de tip first-person shooter.
Cu o poveste foarte bine construită, le permite jucătorilor să realizeze imposibilul pe parcursul unei călătorii printr-o lume incredibilă și terifiantă — Rapture, o utopie Art Deco subacvatică unde lucrurile au luat o întorsătură dezastruoasă. Jocul este distribuit de Take-Two Interactive și produs de 2K Games. Jocul s-a lansat în 21 august 2007 în America de Nord, iar trei zile mai târziu în Europa și Australia. Este disponibil pentru sistemele de operare Windows și pentru consolele video Xbox 360.
O continuare a jocului shooter, BioShock 2 a fost lansat pe 9 februarie 2010. Totodată, președintele Take-Two Interactive, Strauss Zelnick, a confirmat planurile de extindere a seriei de jocuri BioShock. Acesta a declarat că se va produce și un al treilea joc BioShock (BioShock Infinite) care era planificat pe atunci să se lanseze deodată cu filmul ce regizat de Gore Verbinski.